# Aeroporto di Araraquara
L'aeroporto statale Bartholomeu de Gusmão (in portoghese Aeroporto Estadual Bartholomeu de Gusmão) è un aeroporto brasiliano che serve la città di Araraquara, nel centro dello stato di San Paolo.

## Storia
L'aeroporto attuale fu inaugurato il 20 maggio 1935 ed intitolato a Bartolomeu de Gusmão, pioniere dell'aeronautica e inventore della Passarola.